# Iryna Janowycz
Iryna Wiktoriwna Janowycz (ukr. Ірина Вікторівна Янович, ur. 14 lipca 1976 w miejscowości Leninski) – ukraińska kolarka torowa, brązowa medalistka olimpijska.

## Kariera
Największy sukces Iryna Janowycz osiągnęła w 2000 roku, kiedy zajęła trzecie miejsce w sprincie indywidualnym podczas igrzysk olimpijskich w Sydney. W zawodach tych wyprzedziły ją jedynie Francuzka Félicia Ballanger oraz Rosjanka Oksana Griszyna. Był to jedyny medal wywalczony przez Janowycz na międzynarodowej imprezie tej rangi. Na tych samych igrzyskach wzięła również udział w wyścigu na 500 m na czas, który ukończyła na dziewiątej pozycji. Na rozgrywanych trzy lata później mistrzostwach Europy zajęła trzecie miejsce w omnium. Ponadto trzykrotnie zdobywała medale na mistrzostwach Europy do lat 23: złoty na 500 m i brązowy w sprincie w 1997 roku oraz srebrny na 500 m w 1998 roku. Nigdy nie zdobyła medalu na torowych mistrzostwach świata.